# نهائي كأس إيطاليا 2011
نهائي كأس إيطاليا 2011 هي المباراة النهائية من منافسة كأس إيطاليا 2010–11، أقيمت المباراة في 29 مايو 2011، في ملعب أولمبيكو، بين فريقي نادي إنتر ميلانو، ونادي باليرمو، وفاز فيها نادي إنتر ميلانو، وكان حكم المباراة إميديو مورغانتي، وحضر المباراة 70000 شخصاً.